# Sony Xperia ace
A Sony Xperia ace egy alsó-középkategóriás androidos okostelefon, amelyet a gyártó Sony 2019 júniusában dobott piacra, eleinte csak Japánban, majd Ázsiában is, esetleges későbbi európai megjelenéssel. A telefon a 2019-es sorozat kompakt méretű variánsa. Típuskódja J3173, SO-02L, kódneve Houou)

## Hardver
A készülék kompakt méretű 5 hüvelykes képátlóval rendelkezik, és kijelzője a Sony többi 2019-es telefonjához képest kisebb, 18:9-es átlójú. Külsőre leginkább a 2015-ös Sony Xperia M4 Aqua-ra hasonlít: alul és felül széles káva látható, készülékháza alumínium oldalú, a sarkoknál műanyagból. A kijelzője Full HD+ felbontású. Dupla hangszórót kapott, az előlapon pedig egy 8 megapixeles kamera található. Az ujjlenyomatolvasó a készülék oldalán található, közvetlenül a hangerőszabályozó és a ki/be kapcsoló gomb mellett. A telefonon már nincs dedikált fényképezőgép-gomb. A hátoldalon egy vaku társaságában egyetlen 12 megapixeles kamera látható. A telefonon meghagyták a jack csatlakozót. Akkumulátora 2700 mAh teljesítményű, mely USB Type-C kábellel tölthető.
Processzora a Qualcomm Snapdragon 630-as megoldása, amelyhez 4 GB RAM és 64 GB belső tárhely társul, opcionálisan SD-kártyával bővíthető. A készülék vízálló és porálló. 

## Szoftver
A telefon az Android 9.0, Pie verzióját kapta.